# Stenosarina globosa
Stenosarina globosa är en armfotingsart som beskrevs av Laurin 1997. Stenosarina globosa ingår i släktet Stenosarina och familjen Terebratulidae. Inga underarter finns listade i Catalogue of Life.